# Anna Marie Cseh
Anna Marie Cseh (în maghiară: Cseh Annamária; n. 17 septembrie 1977 în Budapesta) este un fotomodel și o actriță maghiară.

## Date biografice
Anna Marie are doi frați mai mari, ea a luat ca și copil lecții de pian. În anul 1995 la vârsta de 17 ani, va câștiga primul loc la concursul de frumusețe internațional Supermodel of the World. După acest succes va apare în prezentările de modă în New York, Milano, Barcelona, Tokio și Paris. Cseh va apare pe prima pagină în magazinul de modă Marie Claire. În străinătate, contractele le va încheia prin agenția de modă pariziană Elite, iar în țară prin agentul Gáspár Bernadett. În anul 2003 va face reclamă pentru parfumul  "Angel" produs de firma Thierry Mugler. Anna Marie va juca un rol în filmul  A fény ösvényei (Cărările luminii), unde îl cunoaște pe actorul mai în vârstă  Kovács Lajos cu care în anul 2005 se va căsători, iar după 6 luni va divorța. În prezent studiază teatru și comunicație la universitatea din Sorbona.

## Filmografie
- A fény ösvényei - Cărările luminii
- Töredék - Secvențe
- Good (2009)